# Байковський міст (Ростов-на-Дону)
Байковський міст (рос. Байковский мост) — колишній міст у місті Ростов-на-Дону, який був побудований у 1864 році для переправи через Генеральну балку. Свою назву отримав на честь міського голови Андрія Байкова. До наших часів об'єкт не зберігся.

## Історія
Історія будівництва Байковського моста починається в 1840 році, коли міським головою Андрієм Романовичем Ященко було запропоновано створити міст, який би вів через Генеральну балку. Подібне рішення було необхідним, адже за умови поганої погоди або проведення багатолюдної вересневої Різдвяно-Богородичної ярмарки, перебратися на іншу сторону урочища було проблематично. Також складно було перевезти товари і вантажі на іншу сторону Генеральної балки.
Міська дума також визнавала, що для переправи через балку потрібно поставити замість існуючих дерев'яних мостів — кам'яний, так як перші постійно потребують ремонту. У 1857 році всі витрати були записані і складений кошторис архітектором Ликовим — для будівництва мосту потрібна була сума розміром 4955 рублів 26 копійок. Коли міським головою став Андрій Матвійович Байків, він знову став клопотатися будівництвом мосту, але матеріали подорожчали. Тепер міська влада думали, чи доречно взагалі будувати кам'яний міст, можливо краще побудувати арку. Але все-таки міст був побудований. Його урочисте освітлення відбулося 30 серпня 1864 року. На мостових перилах містилися таблички: «Байковський міст» і «Відкритий 30 серпня 1864 р.». Через Байковський міст можна було здійснювати проїзд. Це значуща подія відбулася одночасно з іншими — через 20 днів відбулася закладка Петропавлівської богадільні. В цей рік міст був єдиною закритою частиною балки. У 1867 році було необхідним перемостить днище труби Байковського мосту. Станом на березень 2013 року, меморіальні дошки на мосту і труба, які були встановлені, не збереглися. Не зберігся до наших днів і сам Байковський міст.

## Опис
Ширина мосту становила 20 саженів, проліт мосту — 2 сажень. Звід був побудований з застосуванням цегли, стіни — з аршинного каменю.